# Ida Rapaičová
Ida Rapaičová (* 22. srpna 1943, Bratislava, Slovenský stát) je slovenská herečka, divadelní pedagožka a politička.

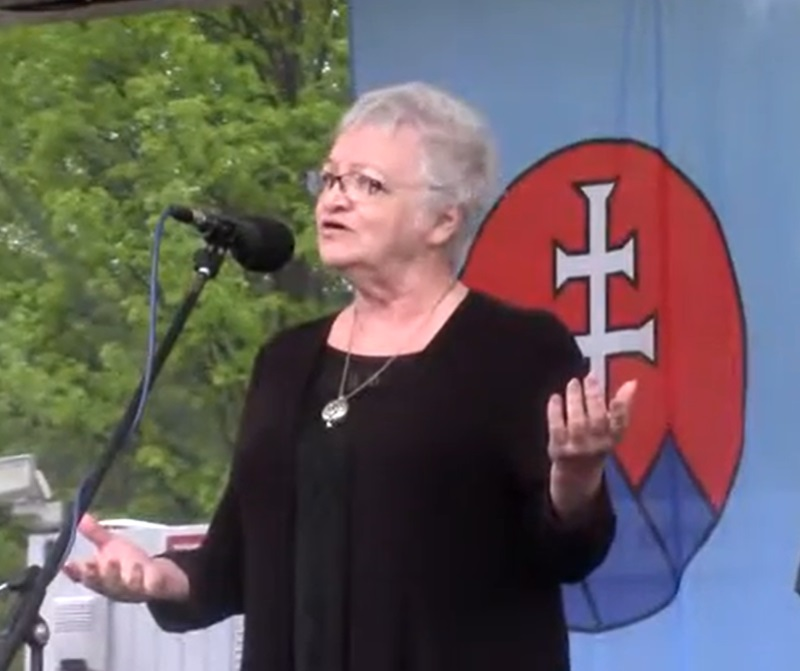
Počas přednesu Cyrilometodiády od Jana Hollého na Devíne

Po absolutoriu studia herectví na bratislavské VŠMU se stala dlouholetou členkou činohry bratislavské Nové scény. Jedná se o výbornou dabérku, recitátorku a rozhlasovou herečku. Umělecký přednes, recitaci a rozhlasové herectví nyní vyučuje na Akademii umění v Banské Bystrici.

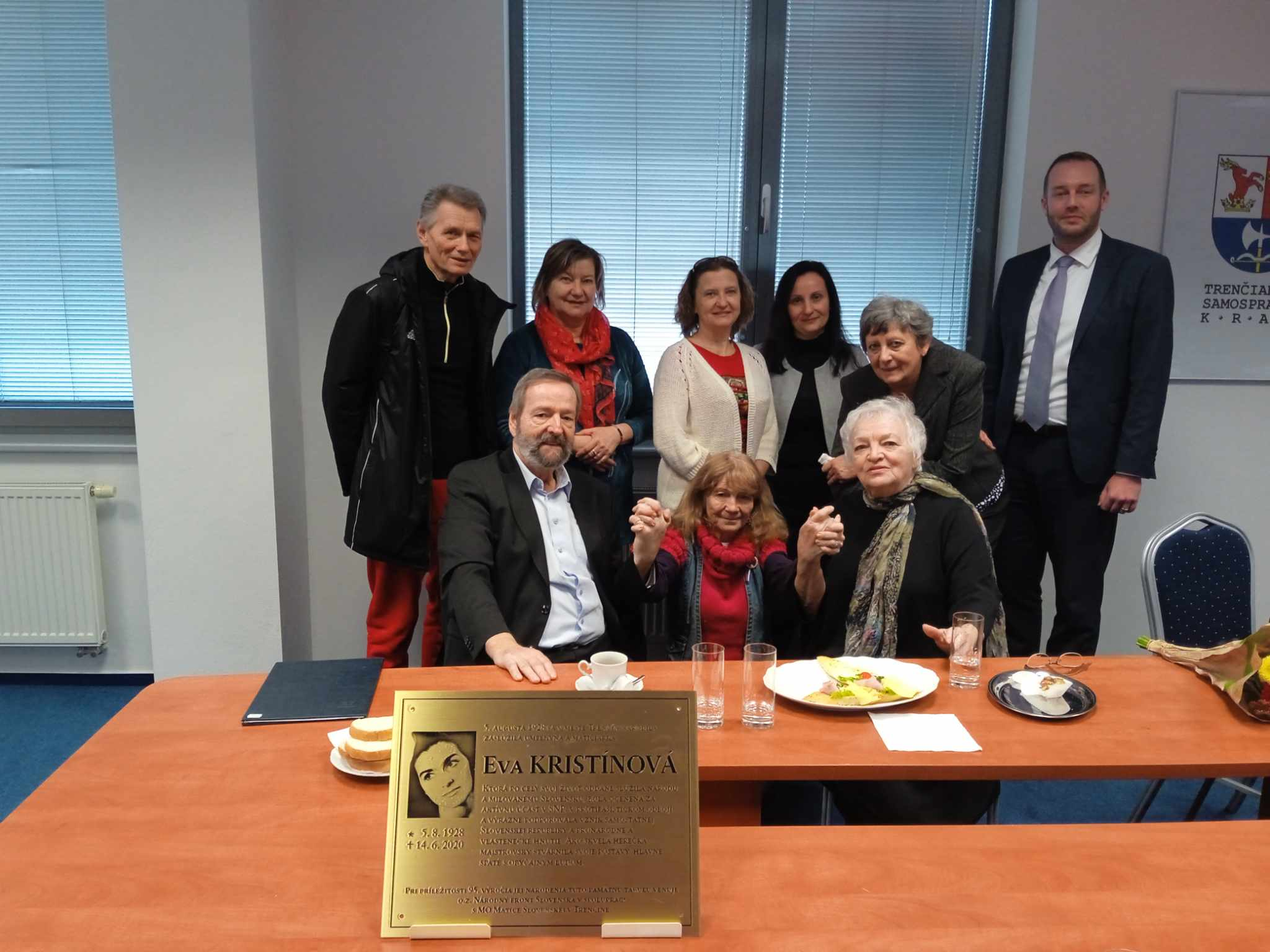
S Josefem Šimonovičem

V roce 1994 byla zvolena poslankyní Národní rady Slovenské republiky za HZDS.

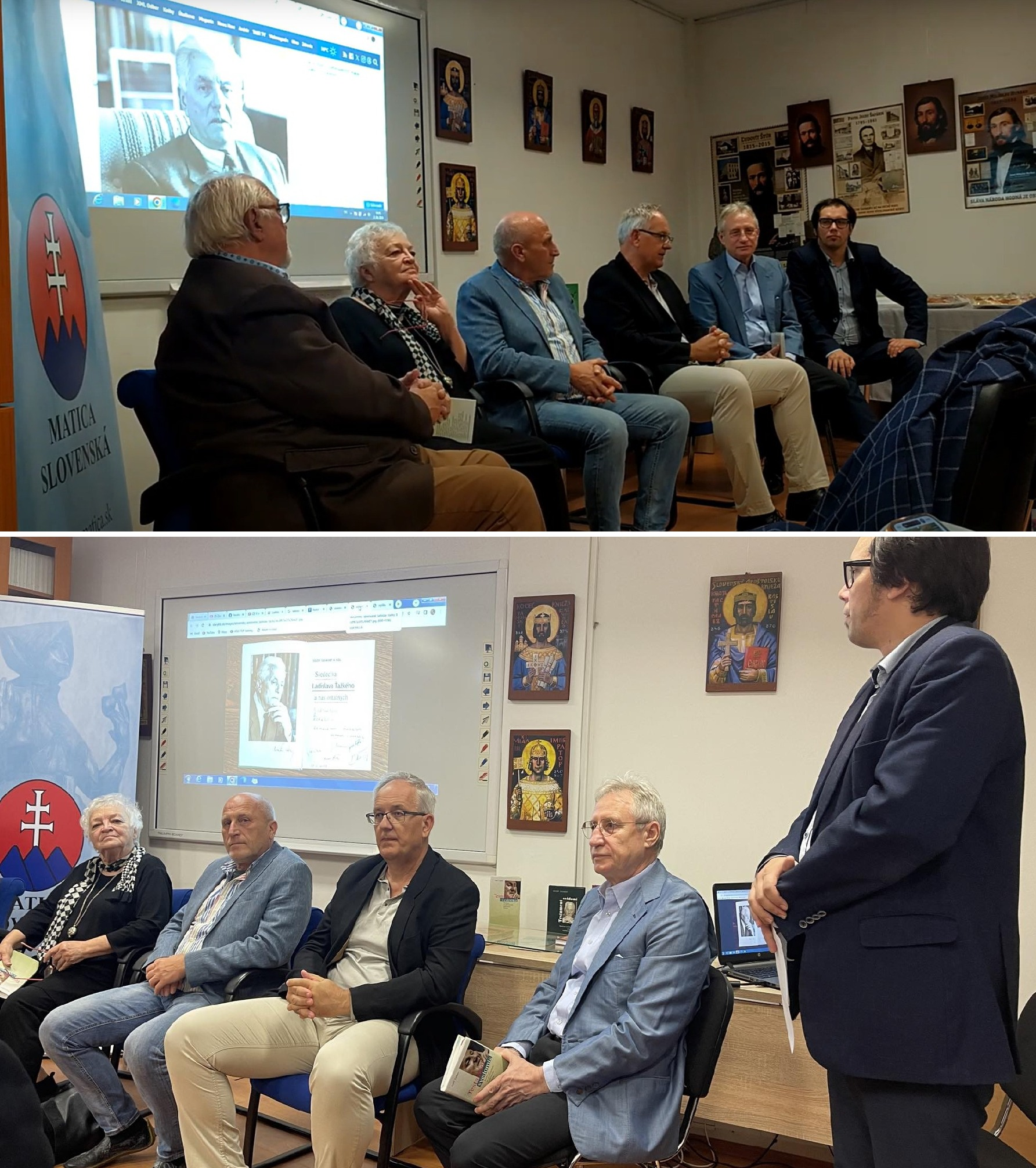
Ida Rapaičová, druhá sleva na akci ke 100. výročí Ladislava Tažkého v Matici slovenské

## Filmografie
- 1967 Stud (Saša)
- 1968 Ta třetí (Eva)
- 1970 Rekviem za rytierov (Lucia)
- 1970 Eden a potom... (Violetta)
- 1971 Hľadači svetla (Daniela)
- 1973 Skrytý prameň (Judita)
- 1974 V každém pokoji žena (Vlata)
- 1975 Akce v Istanbulu (Gitta)
- 1975 Leto s Katkou
- 1975 Pacho, hybský zbojník (Erdodyová)
- 1977 Ťapákovci
- 1977 Zrcadlení (sekretářka)
- 1978 Buky podpolianske
- 1982 Predčasné leto (matka)
- 1982 Smrť pána Golužu (Eva)
- 1982 Tušenie (Verona)
- 1984 Atomová katedrála (Daniela)
- 1984 Vzbúrené mesto
- 1985 Mlynárka z Arcosu
- 1987 Smrť s fotografiou
- 1991 Ružová Anička
- 1993 Pod vládou ženy aj na svitaní
- 1993 Tanec lásky a smrti
- 1994 Gendúrovci
- 1994 Národný hriešnik
- 2021 Hrané poviedky (TV seriál TV LUX)

## Dabing
- 1970 Eden a potom... (Violeta)
- 1972 Tie malé výlety (Iveta)
- 1974 V každom počasí (Ľudka Rybanská)
- 1975 Tetované časom (Viera)
- 1975 Šepkajúci fantóm (Betka)
- 1977 Advokátka (Zuzka Štrbíková)
- 1978 Krutá ľúbosť (Kristka)
- 1984 Lev Tolstoj (Šurajevová)
- 1985 Tichá radosť (dr. Galová)
- 1989 Montiho čardáš (Ikoja)